# Castello di Wagrain
Il castello di Wagrain (in tedesco Schloss Wagrain) si trova nell'omonima frazione a Ebbs, comune austriaco del Distretto di Kufstein appartenente al Land del Tirolo. La sua storia inizia nel XIV secolo.

## Storia
A Wachrain viene menzionato più volte nel XII secolo una struttura fortificata e si presuppone quindi che il castello recente abbia avuto un suo precedente del quale tuttavia non è rimasto nulla. Il castello di Wagrain fu menzionata per la prima volta nel 1421 sotto i signori di Ebbs e probabilmente questo fu una torre residenziale a tre piani già nel XIV secolo. Gli Ebbs servirono i duchi bavaresi con vari ruoli e dal 1429 al 1438 Johann Ebser fu vescovo di Chiemsee. La famiglia si estinse nel 1494 con Ludwig Ebser, ma vent'anni prima aveva già venduto Wagrain a Friedrich Reichertzhaimer, che si era imparentato con loro avendo sposato una della famiglia. Reichertzhaimer era originario di Schönstett vicino a Wasserburg, ma aveva fatto fortuna a Kufstein. Quando Georg Reichertzhaimer morì, intorno al 1544, il castello passò a Balthasar von Helmsdorff che, come aderente al protestantesimo, cadde presto in disgrazia presso il sovrano e nel 1573 venne costretto a vendere la sua residenza al ricco commerciante schwazer Hans Dreyling. I figli di quest'ultimo, Caspar e Hans, probabilmente aggiunsero alla torre precedente una nuova ala residenziale edificata secondo il gusto del tempo. Già nel 1591 intanto la famiglia Dreyling, a causa di una fallita speculazione sull'argento, perse la sua fortuna e non si hanno informazioni sicure sui primi momenti di questa situazione nella quale la proprietà rimase incerta sino a quando, nel 1593, venne acqustata dalla famiglia di commercianti Welser del Pinzgau. Anche su quanto successe in seguito le informazioni sono carenti e non è inoltre dimostrato se i Welser a Wagrain fossero membri della omonima famiglia patrizia di Augusta. Nel 1703 fu Johann Steyrer, il sindaco di Kufstein, il nuovo signore del castello. Da quel momento in poi i proprietari cambiarono abbastanza frequentemente e furono per lo più borghesi con proprietà terriere. Nel 1857 Albuin Lorenz vendette il castello a Johann Buchauer che cinque anni dopo accanto vi costruì una fabbrica di cemento. Quando nel 1903 fu costretto a dichiarare bancarotta il castello di Wagrain fu messo all'asta. Se lo aggiudicò il banchiere di Bolzano Karl von Payr che nel 1905 intervenne pesantemente sulla struttura quasi demolendo la cappella tentando di venderne all'estero l'altare del XV secolo. Dopo la sua morte improvvisa l'eredità andò al cognato, il direttore di banca Arthur Hinterseber che in quel momento viveva a Parigi. Il castello nel 1915 appariva già fatiscente e successivamente i proprietari tentarono di trasformarlo in un albergo o di allestirvi una clinica oncologica ma entrambi i progetti non ebbero successo. Nel 1971 fu acquistato da Richard Stadler di Monaco e fece iniziare i lavori di restauro. Il castello di Wagrain è ancora abitato dalla famiglia Stadler.

## Descrizione
Il castello di Wagrain si trova a breve distanza da Ebbs, a Wagrain-Mühltal nel Distretto di Kufstein, Land del Tirolo. È costituito dalla torre residenziale quadrata risalente al XIV secolo e dall'ala residenziale tardo medievale aggiunta alla fine del XVI secolo. A causa di numerose modifiche strutturali il castello ha perso da tempo il suo aspetto originario anche se lo spessore e la struttura delle sue mura ne testimoniano l'antichità. Durante i lavori di ristrutturazione del 1992 la muratura a schiena d'asino della torre venne parzialmente esposta e le pietre angolari vennero modificate dando loro bordi precisi al posto delle precedenti sporgenze grezze. La torre ha una base larga 10 metri e un'altezza di 20 metri, mentre lo spessore delle sue pareti arriva anche a 1,5 metri. L'edificio principale ha copertura con un ripido tetto a padiglione. Durante la ristrutturazione realizzata alla fine del XIX secolo le facciate erano già state modificate secondo il gusto contemporaneo e le finestre dei piani superiori erano state ampliate. Nello stesso momento venne realizzata la vetrata centrale che attraversa tutti i piani del lato sud. La torre elegante e disposta asimmetricamente posta sul lato ovest dove interrompe la facciata di quattro piani è molto recente e risale solo al 1990. Anche la scala esterna e il balcone semicircolare sul lato sud-est sono frutto dei lavori realizzati tra gli anni 1975 e 1985. Nelle strutture un tempo legate al castello e che non ne fanno più parte, si trova il Fohlenhof, la più grande scuderia di cavalli avelignesi d'Europa.

### Bene architettonico tutelato
il castello di Wagrain è stato posto sotto tutela dei monumenti da parte della Repubblica austriaca col numero 38742.